# 埃以和約
《埃及-以色列和平条约》，簡稱《埃以和約》（羅馬化：Mu`āhadat as-Salām al-Misrīyah al-'Isrā'īlīyah，羅馬化：Heskem HaShalom Bein Yisrael LeMitzrayim）是1978年《大衛營协议》签订后，於1979年3月26日在美国华盛顿签訂的條约。《埃及-以色列和平條約》由埃及总统安瓦尔·萨达特和以色列总理梅纳赫姆·贝京签署，并由美国总统吉米·卡特见证。

## 历史
经过紧张的谈判，在埃及总统安瓦尔·萨达特于1977年访问以色列的16个月后，埃及与以色列签署了和平条约。该条约的主要內容是相互承认、停止自第一次中东战争以来一直存在的战争状态、关系正常化，以及以色列从1967年六日战争期间以來占领的西奈半岛完全撤出其武装部队和平民。埃及同意讓西奈半島成為非军事区，该协议还规定以色列船隻可以自由通过苏伊士运河，并承认埃及在1967年起封鎖的提兰海峡和亚喀巴湾为国际水路。協議也要求以色列結束佔領區的軍事統治並讓區內巴勒斯坦居民建立完全自治，雖然始終沒有實行但成為後來《奧斯陸協定》的基礎。
该协议尤其使埃及成为第一个正式承认以色列的阿拉伯国家。

## 主要原則

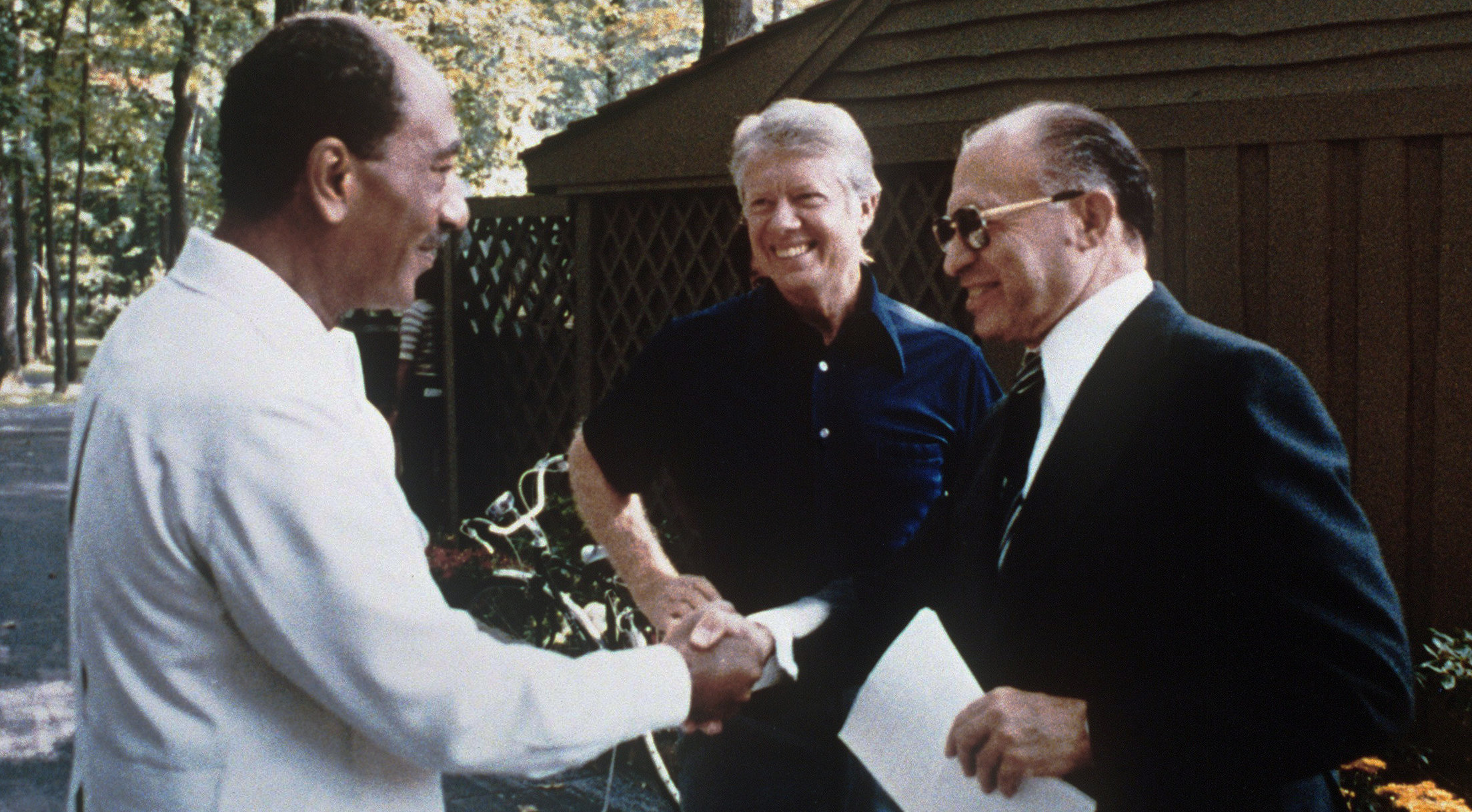
梅纳赫姆·贝京、吉米·卡特和安瓦尔·萨达特在戴维营，1978年。

### 正常化
以色列和埃及之间的关系正常化于1980年1月生效。2月雙方交换了大使。抵制以色列的法律于同月被埃及议会废除，而一些雙方贸易也开始发展，但不如以色列的预期。1980年3月，雙方正式开通了航班往來。埃及也开始向以色列供应原油。

### 西奈半岛非军事化
1981年5月18日，联合国安理会主席表示，由于苏联威胁否决该议案，联合国將无法提供观察員。因此，埃及、以色列和美国就著在联合国框架外建立维和组织开始了谈判。1981年8月3日，《和平条约议定书》簽訂，建立了多国观察员部队（MFO）。该观察部队負責监督双方遵守条约。

#### 商定啟动机制
和约包括一项称为“商定啟动机制”的规定，该规定允许埃及和以色列共同改变埃及军队在西奈半岛的安排，而无需正式审查条约本身。以色列出于共同安全考虑，例如在这些地区存在的圣战武装分子，允许埃及向西奈中部和东部部署部队。这些变更要通过MFO去协调。
2011年1月，在埃及人针对其政府的大规模抗议活动中，以色列同意允许埃及自和约签訂以来首次将数百名部队派去西奈半岛。在以色列的同意下，埃及将两个营（大约800名士兵）转移到远离以色列的西奈半岛南端的沙姆沙伊赫地区。
2012年8月，以色列同意埃及在西奈北部部署更多部队，包括攻击直升机，以打击对埃及边防部队发动袭击并造成16人死亡的激进分子。该月晚些时候，埃及未经以色列批准将更多重型武器运入非军事区，违反了和约的规定。埃及一方稱部署这些部队和武器符合於2011年与以色列达成的协议。据稱以色列要求美国调解这一争端。此后不久，有指埃及国防部长阿卜杜勒·法塔赫·塞西向以色列国防部长埃胡德·巴拉克保证，埃及致力于维护与以色列的1979年戴维营和约。
2013年7月，在西奈半岛发生多次暴力事件后，以色列允許埃及增派军队到當地。

## 国际反应
这项条约在整个阿拉伯世界引起了极大的争议，受到谴责并被视为背叛。巴勒斯坦人對此特別愤怒，巴勒斯坦解放組織领袖亚西尔·阿拉法特表明说：“任他们喜欢，让他们签字。虚假的和平是不会持久的”。另一方面，该条约讓埃及总统安瓦尔·萨达特和以色列总理梅纳赫姆·贝京共同享獲1978年诺贝尔和平奖，表揚两国之间实现和平。然而也因為這條条约，使埃及在阿拉伯联盟的會員身分在1979年－1989年間被中止，萨达特亦于1981年10月6日遭埃及伊斯兰圣战组织成员暗杀身亡。
签署和約后，叙利亚总统哈菲兹·阿萨德断绝了与埃及的所有关系，直到2005年叙利亚在巴沙尔·阿萨德的统治下再度与埃及建立友好关系，外交关系才得以重建。

## 後續
自该条约生效以来，埃及与以色列之间的和平一直持续，埃及已成为以色列的重要战略伙伴。以色列前国防部长本雅明·本·埃里泽（Binyamin Ben-Eliezer）以与埃及官员的密切联系而闻名。他聲稱：“埃及不仅是我们在這一地区的最亲密朋友，而且我们之间的合作還超出了战略范围。”
金錢交易也是作为协议達成的一部分原因，美国开始向埃及提供经济和军事援助，并为其后续政府提供政治支持。从1978年的戴维营和平协议到2000年，美国向埃及武装部队提供了价值超过380億美元的援助。埃及每年获得约13亿美元。
然而，這和平狀態在各方看法兩極，因故常常被描述为“冷和平”，有许多埃及人对其成效有怀疑。阿以冲突使两国关系長期並無起色，保持著冷凍。2008年，埃及军队对“敌人”以色列进行了模拟军事演习。
2011年埃及革命使以色列对条约的未来感到担忧，尽管以色列总理本杰明·内塔尼亚胡表示他希望任何新的埃及政府遵守与以色列的和平条约，因为该条约对雙方都有利。埃及军队于2011年2月11日掌权后，宣布埃及将继续遵守其所有国际和区域条约。但是，有影响力的埃及反对派人物兼可能的总统候选人艾曼·诺尔（Ayman Nour）要求“重新评估”开罗當局与以色列的和平条约。2011年9月15日，时任埃及总理伊萨姆·沙拉夫说：“与以色列达成和平协议并不是一件神圣的事”。埃及最大政党穆斯林兄弟会副主席拉沙德·巴鲁米（Rashad al-Bayumi）表示，他们不会承认以色列，但可以将该条约提交全民公决，强调在尊重所有国际协定的同时，他们“有审查和平协议的权利”，以及埃及人民“还没有发表意见”。该团体的代表已經告诉美国外交官，他们无意撤销该条约。
2014年7月31日，埃及总统阿卜杜勒·法塔赫·塞西在講到以色列對此的关切时，承诺會继续与以色列实现和平。